# Ejército Federal (México)
El Ejército Federal, conocido también como Los Federales en la cultura popular, fue el ejército de México durante el Porfiriato y hasta 1914. Bajo Díaz, que había combatido contra la segunda intervención francesa, el Ejército Federal estaba compuesto por oficiales que habían servido en guerras hace mucho tiempo atrás. Cuando estalló la Revolución mexicana, la mayoría eran hombres viejos e incapaces de dirigir tropas en el campo de batalla. Cuando estallaron las rebeliones contra Díaz después de las elecciones fraudulentas de 1910, el Ejército Federal fue incapaz de responder. Aunque los revolucionarios ayudaron al ascenso de Francisco I. Madero al poder, él mantuvo al Ejército Federal en lugar de los revolucionarios. Empleó al Ejército Federal para sofocar las rebeliones contra su gobierno de Pascual Orozco y Emiliano Zapata. Madero nombró a Victoriano Huerta como comandante provisorio del ejército durante la Decena Trágica de febrero de 1913 para defender su gobierno. Huerta cambió de bando y derrocó al gobierno de Madero. Estallaron rebeliones contra el régimen de Huerta. Cuando los ejércitos revolucionarios derrocaron a Huerta en julio de 1914, el Ejército Federal fue disuelto con la firma de los Tratados de Teoloyucan.

## Bajo Porfirio Díaz (1876-1911)
El general y presidente Porfirio Díaz.
En México, el Ejército Federal fue durante mucho tiempo una fuerza intervencionista en la política, con importantes generales llegando a ser presidentes de México. Después de la Guerra de Reforma y la exitosa expulsión del Imperio francés de México en 1867, los soldados que los derrotaron eran seguidores del liberalismo. El General Porfirio Díaz ascendió en el escalafón sin tener entrenamiento militar formal, habiendo combatido en la Batalla de Puebla el 5 de mayo de 1862. Llegó al poder mediante un golpe de Estado en 1876, que derrocó al presidente Sebastián Lerdo de Tejada. Díaz conocía el poder y el peligro de un ejército fuerte, así que una vez instalado como presidente de México, buscó reducir el poder de los generales, que tenían poder a nivel provincial y no estaban bajo el control del gobierno central. Le tomó "casi quince años para lograr el completo control militar". Lo hizo a través de una combinación de sobornos y otros incentivos económicos para aquellos a los que no podía enfrentar militarmente. Dividió a México en once zonas militares, cuyos límites no correspondían a las fronteras de los estados. Para evitar la colusión entre los gobernadores estatales, nombrados por el mismo, y los comandantes militares, rotaba a los comandantes de forma regular para que no pudiesen construir una base de poder local. A través de varias formas, él redujo el cuerpo de oficiales a 500, de los cuales 25 eran generales.
Díaz también trató de profesionalizar el Ejército. Mudó de vuelta el Heroico Colegio Militar al Castillo de Chapultepec, que en aquel entonces era la residencia presidencial. En 1847, los cadetes del Colegio Militar resistieron a las tropas estadounidenses y recibieron el título póstumo de Niños Héroes, pero el colegio se había mudado y perdió su prestigio. Díaz lo revivió, con cadetes que serían hijos de "buenas familias" (terratenientes y empresarios afines al régimen). Allí se les enseñó el arte de la guerra moderna. Hacia 1900, unos 9.000 graduados eran oficiales del Ejército Federal. El entrenamiento militar preparaba a los cadetes para una guerra con invasores extranjeros, cuando en realidad el ejército se ocupaba del orden interno, junto a los policías rurales.
A inicios de 1900, la mayoría de generales del ejército no se habían entrenado en el Colegio Militar, sino que habían participado en la guerra contra los franceses 35 años atrás. Los generales eran viejos. El Ejército Federal tenía demasiados oficiales, que tenían bajo su mando a muy pocos reclutas, con 9.000 oficiales y 25.000 hombres. Muchos de los reclutas no existían, pero figuraban en el escalafón porque los oficiales recibían un estipendio para alimentar a sus hombres. Los oficiales se quedaban con la diferencia entre los 25.000 hombres "alistados" y los 18.000 que en realidad servían.
Díaz dijo al inicio que no participaría en las elecciones presidenciales de 1910. Un rico hacendado de Coahuila, Francisco I. Madero, publicó un libro titulado La sucesión presidencial de 1910, donde criticaba el militarismo en México y apelaba a la democracia. El ideal de Madero era un gobierno civil. Solamente cuando quedó en evidencia que Díaz se quedaría en el poder por cualquier medio, fue que Madero convocó una rebelión armada en su contra en el Plan de San Luis de 1910. El 20 de noviembre de 1910, fecha fijada por Madero, estallaron pequeñas rebeliones que fueron sofocadas por el Ejército Federal. Pero una rebelión más organizada en Chihuahua, dirigida por Pascual Orozco y Pancho Villa, demostró la debilidad de las tropas federales. Estallaron más rebeliones en varios lugares de México, obligando a Díaz a renunciar en mayo de 1911. "Considerando el pequeño número de batallas que ocurrieron, el triunfo [rebelde] fue atribuido más directamente a la debilidad de los Federales antes que al número del Ejército Libertador".

## Bajo Francisco Madero (1911-1913)

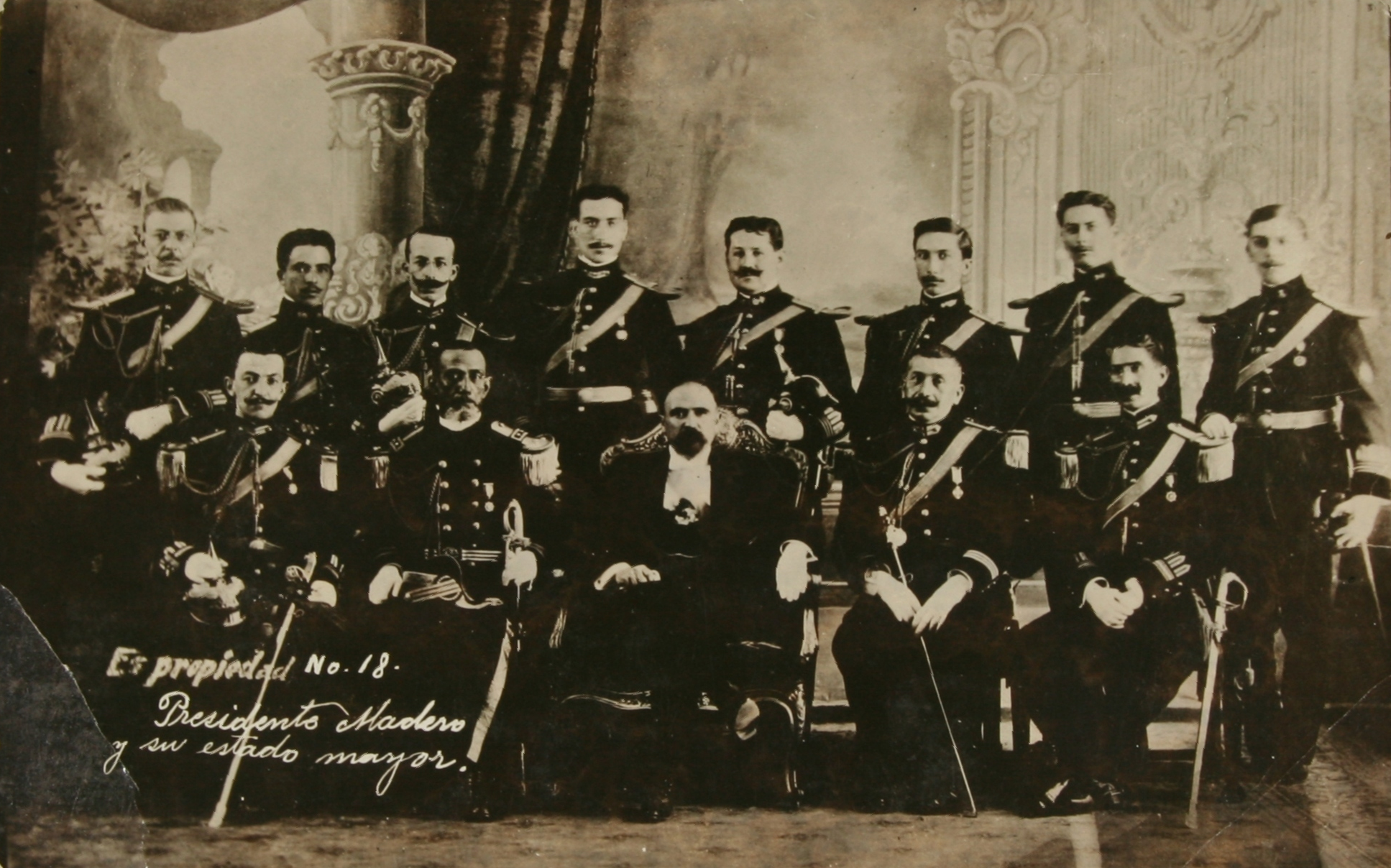
Madero y su Estado Mayor, hacia 1911.

Aunque los revolucionarios que apoyaban a Francisco I. Madero mostraron la debilidad del Ejército Federal y obligaron a Díaz a renunciar y exiliarse, por los Tratados de Ciudad Juárez de mayo de 1911, Madero mantuvo el Ejército Federal y llamó a la desmovilización de los revolucionarios que le permitieron llegar al poder. El revolucionario Pascual Orozco se rebeló contra Madero en 1912 y Madero envió al Ejército Federal a sofocar su creciente rebelión. Madero también envió tropas para combatir a Emiliano Zapata, cuyas fuerzas revolucionarias nunca se desmovilizaron y se mantuvieron en rebelión hasta 1920. Poco después de que Madero fuese electo presidente, Zapata y otros publicaron el Plan de Ayala, rebelándose contra Madero porque no había avanzado en el tema de la reforma agraria. Madero envió al Ejército Federal a Morelos.
En febrero de 1912, el Ejército Federal consistía en 32.594 soldados regulares y 15.550 irregulares. Estas cifras estaban muy por debajo de la cifra oficial de 80.000. Para septiembre de aquel año, el número oficial del Ejército era de 85.000 hombres. Además figuraban 16.000 Rurales, 4.000 agentes de policía y 16.200 milicianos, guardias rurales y otras formaciones armadas progubernamentales.[cita requerida]

## Bajo Victoriano Huerta (1913-1914)

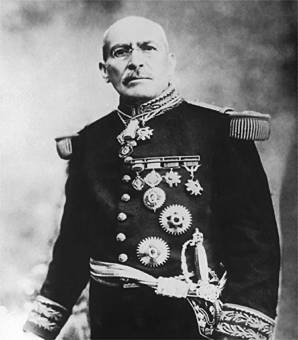
Victoriano Huerta (1850-1916), general y presidente de México (1913-1914).

En abril de 1914, Huerta afirmó que su ejército tenía 250.000 hombres, con 31 regimientos de Rurales y 31.000 milicianos. Una cifra más realista para julio de aquel año era de 71.000 hombres, mientras que los observadores estadounidenses decían que era más cercana a 40.000.[cita requerida] Cifras aparte, la rápida expansión del ejército llevó al deterioro de la calidad del conscripto promedio. Huerta trató de incrementar el tamaño del ejército y ordenó una leva masiva en las calles. Los soldados capturaban a hombres que salían de la iglesia o los sacaban de los cines. Muy pocos hombres bajo su mando eran voluntarios y muchos desertaron del ejército. Huerta intentó mejorar la moral incrementando la paga en 50% en mayo de 1913. Al mismo tiempo, 382 cadetes fueron ascendidos a oficiales y se intentó incrementar el número de cadetes que se entrenaban.
Los generales del Ejército Federal frecuentemente eran corruptos y culpables de subminar la moral con un pobre liderazgo. Algunos eran tan corruptos, que llegaban a vender municiones, alimentos y uniformes al enemigo. También eran culpables de esta corrupción los hijos de Huerta, Victoriano Hijo y Jorge, quienes habían sido nombrados en puestos importantes que supervisaban la compra de armas, pertrechos, uniformes y municiones.[cita requerida]
A pesar de estos problemas, Huerta trabajó en crear un ejército capaz de mantenerlo en el poder. Trató de expandir el ejército al crear nuevas unidades para distanciarse del derrotismo del antiguo ejército porfirista. Para aumentar el ánimo de la población, él militarizó la sociedad al estilo prusiano, incluyendo uniformes de corte militar para todos los empleados estatales y los escolares, así como prácticas militares los domingos. Huerta y su Estado Mayor también enviaron a 31 cadetes a Europa para estudiar aviación militar e incrementar el poder aéreo de México.
El mayor éxito de Huerta fue ganarse el apoyo de varios exrebeldes, tales como Benjamín Argumedo, "Cheche" Campos y en especial, Pascual Orozco, contra quien había luchado Huerta cuando estaba al servicio del gobierno de Madero. Orozco le ofreció a Huerta los servicios de sus 3.000-4.000 hombres, quienes demostraron ser esenciales en la lucha contra las tropas constitucionalistas. Cuando no ayudaban a la defensa de guarniciones del Ejército Federal y pueblos, los hombres de Orozco eran guerrilleros muy eficaces. 

## Derrota y disolución (agosto de 1914)

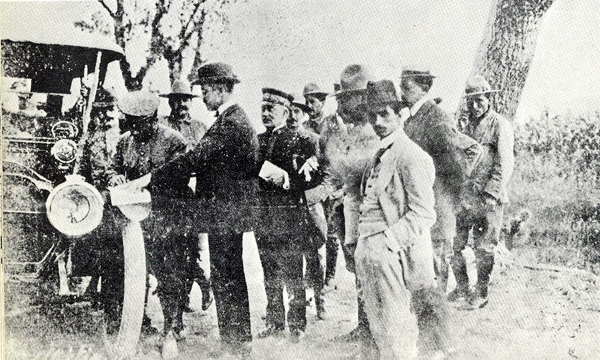
Firma de los Tratados de Teoloyucan.

El Ejército Federal fue disuelto el 13 de agosto de 1914 por los Tratados de Teoloyucan, un mes después del exilio de Huerta. "Totalmente desacreditado, el viejo Ejército Federal llegó al final de su carrera. Incapaz de controlar a los zapatistas, a los villistas y otros rebeldes, después de la expulsión de Huerta, la fuerza Federal se disolvió y desapareció". Al momento de su disolución, el Ejército Federal tenía 10 Generales de división, 61 Generales de brigada, 1.006 Jefes, 2.446 oficiales, 24.800 suboficiales y soldados, y 7.058 caballos. Además, tenía 21 regimientos de Rurales con 500 hombres cada uno, por un total de 10.500 hombres.[cita requerida]
El Ejército Federal fue reemplazado por el Ejército Constitucionalista de Venustiano Carranza bajo los términos de los Tratados de Teoloyucan, firmados por el general constitucionalista Álvaro Obregón y el comandante del Ejército Federal. 